# Films américains sortis en 1953
Listes de films américains
- 1949
- 1950
- 1951
- 1952
- 1953
- 1954
- 1955
- 1956
- 1957

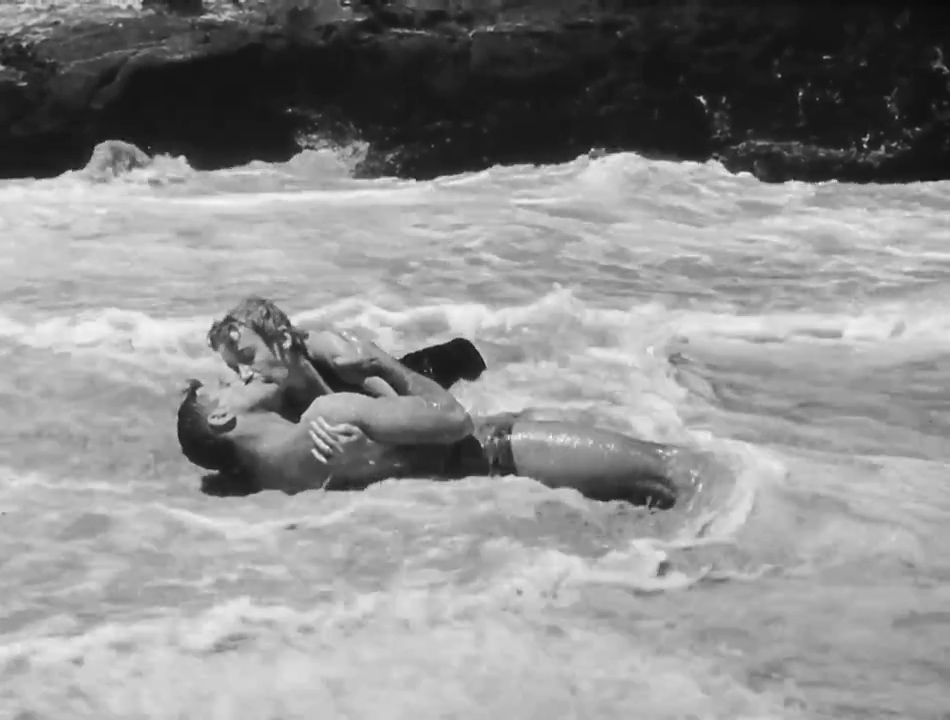
Burt Lancaster et Deborah Kerr dans Tant qu'il y aura des hommes

Liste (non exhaustive) de films américains sortis en 1953.
Donald O'Connor et Fredric March coprésident la 26e cérémonie des Oscars qui se tient le 25 mars 1954 au Pantages Theatre (Hollywood) à Hollywood. C'est la deuxième année que la cérémonie est retransmise à la télévision avec un auditoire d'environ 43 000 000 personnes.
Le gagnant dans la catégorie des longs-métrages est Tant qu'il y aura des hommes de la Columbia Pictures. Tous les grands gagnants de cette année sont des films en noir et blanc.
La 11e cérémonie des Golden Globes honore également les meilleurs films de 1953. Cette année-là, aucun prix n'est décerné pour le meilleur film dans les catégories « comédie » ou « comédie musicale ».
Spencer Tracy remporte le Golden Globe du meilleur acteur (long métrage) - Drame- pour The Actress, tandis que David Niven est couronné meilleur acteur (long métrage) - Musical ou Comédie - pour The Moon Is Blue. Audrey Hepburn est désignée meilleure actrice (long métrage) - Drame - pour Roman Holiday, tandis que Ethel Merman est élue meilleure actrice (long métrage) - Musical ou Comédie - pour Call Me Madam. The Robe remporte le Golden Globe du meilleur film dramatique.

## A-B (par ordre alphabétique des titres en anglais)
| Titre                                       | Réalisateur            | Distribution                                                    | Genre                 | Notes                     |
| ------------------------------------------- | ---------------------- | --------------------------------------------------------------- | --------------------- | ------------------------- |
| 99 River Street                             | Phil Karlson           | John Payne, Evelyn Keyes                                        | Film noir             |                           |
| The 5,000 Fingers of Dr T                   | Roy Rowland            | Tommy Rettig, Mary Healy                                        | Film musical, fantasy | Écrit par Dr Seuss        |
| Deux Nigauds contre le Dr Jekyll et Mr Hyde | Charles Lamont         | Abbott et Costello, Horace McMahon, Martha Hyer, Boris Karloff  | Comédie               |                           |
| Act of Love                                 | Anatole Litvak         | Kirk Douglas, Dany Robin                                        | Drame                 |                           |
| The Actress                                 | George Cukor           | Jean Simmons, Spencer Tracy, Teresa Wright                      | Drame                 | D'après Ruth Gordon       |
| The All American                            | Jesse Hibbs            | Tony Curtis, Lori Nelson, Mamie Van Doren                       | Drame sportif         |                           |
| Désir de femme (All I Desire)               | Douglas Sirk           | Barbara Stanwyck, Richard Carlson, Lyle Bettger                 | Drame                 |                           |
| All My Babies                               | George C. Stoney       |                                                                 | Film éducatif         |                           |
| All the Brothers Were Valiant               | Richard Thorpe         | Robert Taylor, Stewart Granger                                  | Aventure              | Reprise du film de 1923   |
| Appointment in Honduras                     | Jacques Tourneur       | Glenn Ford, Ann Sheridan, Zachary Scott                         | Aventure              |                           |
| Arrowhead                                   | Charles Marquis Warren | Charlton Heston, Jack Palance, Katy Jurado                      | Aventure              |                           |
| Tom, Jerry et l'imposteur (Baby Butch)      |                        |                                                                 | Dessin animé          |                           |
| The Band Wagon                              | Vincente Minnelli      | Fred Astaire, Cyd Charisse, Oscar Levant, Jack Buchanan         | Film musical          | 5 fois nommés aux Oscars  |
| Battle Circus                               | John Huston            | Humphrey Bogart, June Allyson, Keenan Wynn                      | Drame                 |                           |
| The Beast from 20,000 Fathoms               | Eugène Lourié          | Paula Raymond, Cecil Kellaway                                   | Science-fiction       |                           |
| Beat the Devil                              | John Huston            | Humphrey Bogart, Jennifer Jones, Gina Lollobrigida, Peter Lorre | Comédie               | Écrit par Truman Capote   |
| Ben and Me                                  | Hamilton Luske         |                                                                 | Dessin animé          | Moyen métrage             |
| Beneath the 12-Mile Reef                    | Robert D. Webb         | Robert Wagner, Terry Moore, Gilbert Roland                      | Aventure              |                           |
| The Big Heat                                | Fritz Lang             | Glenn Ford, Gloria Grahame, Lee Marvin                          | Film noir             |                           |
| Big Leaguer                                 | Robert Aldrich         | Edward G. Robinson, Vera-Ellen                                  | Comédie               |                           |
| The Bigamist                                | Ida Lupino             | Joan Fontaine, Ida Lupino, Edmond O'Brien                       | Drame                 |                           |
| The Blue Gardenia                           | Fritz Lang             | Anne Baxter, Richard Conte, Ann Sothern, Raymond Burr           | Film noir             |                           |
| A Blueprint for Murder                      | Andrew L. Stone        | Joseph Cotten, Jean Peters, Gary Merrill                        | Thriller              |                           |
| Bunny toréador                              | Chuck Jones            | Looney Tunes                                                    | Dessin animé          |                           |
| By the Light of the Silvery Moon            | David Butler           | Doris Day, Gordon MacRae                                        | Film musical          | Suite de On Moonlight Bay |

## C
| Titre                                        | Réalisateur       | Distribution                                              | Genre                   | Notes                               |
| -------------------------------------------- | ----------------- | --------------------------------------------------------- | ----------------------- | ----------------------------------- |
| The Caddy                                    | Norman Taurog     | Dean Martin, Jerry Lewis, Donna Reed                      | Comédie                 | Première de la chanson That's Amore |
| Calamity Jane                                | David Butler      | Doris Day, Howard Keel                                    | Film musical            |                                     |
| Call Me Madam                                | Walter Lang       | Ethel Merman, Donald O'Connor, Vera-Ellen, Billy De Wolfe | Film musical            |                                     |
| Canadian Mounties vs Atomic Invaders         | Franklin Adreon   | Bill Henry                                                | Western                 |                                     |
| Captain John Smith and Pocahontas            | Lew Landers       | Anthony Dexter, Jody Lawrance                             | Film historique         |                                     |
| Cat-Women of the Moon                        | Arthur Hilton     | Sonny Tufts, Victor Jory                                  | Science-fiction         |                                     |
| Un plat résistant (Cat-Tails for Two)        | Robert McKimson   | Looney Tunes                                              | Dessin animé            |                                     |
| Catty Cornered                               |                   |                                                           | Dessin animé            |                                     |
| Cease Fire!                                  | Owen Crump        |                                                           | Film de guerre          |                                     |
| The Charge at Feather River                  | Gordon Douglas    | Guy Madison, Vera Miles                                   | Western                 |                                     |
| City Beneath the Sea                         | Budd Boetticher   | Robert Ryan, Anthony Quinn, Mala Powers                   | Aventure                |                                     |
| Traqué dans Chicago (City That Never Sleeps) | John H. Auer      | Gig Young, William Talman, Mala Powers, Chill Wills       | Thriller                |                                     |
| The Clown                                    | Robert Z. Leonard | Red Skelton, Jane Greer, Tim Considine                    | Drame                   |                                     |
| Commando Cody: Sky Marshal of the Universe   |                   |                                                           | Serial                  |                                     |
| La Petite Constance (Confidentially Connie)  | Edward Buzzell    | Van Johnson, Janet Leigh, Louis Calhern                   | Comédie                 |                                     |
| Cry of the Hunted                            | Joseph H. Lewis   | Vittorio Gassman, Barry Sullivan, Polly Bergen            | Film policier, thriller |                                     |

## D-G
| Titre                                                       | Réalisateur               | Distribution                                                                               | Genre                 | Notes                                              |
| ----------------------------------------------------------- | ------------------------- | ------------------------------------------------------------------------------------------ | --------------------- | -------------------------------------------------- |
| Dance Hall Racket                                           | Phil Tucker               | Lenny Bruce                                                                                | Drame                 |                                                    |
| Dangerous Crossing                                          | Joseph M. Newman          | Jeanne Crain, Michael Rennie, Carl Betz                                                    | Film à énigme         | D'après la pièce Cabin B-13                        |
| Dangerous When Wet                                          | Charles Walters           | Esther Williams, Fernando Lamas, Jack Carson                                               | Film musical          |                                                    |
| The Desert Rats                                             | Robert Wise               | Richard Burton, James Mason, Robert Newton                                                 | Film de guerre        |                                                    |
| The Desert Song                                             | H. Bruce Humberstone      | Kathryn Grayson, Gordon MacRae                                                             | Film musical          | D'après l'opérette                                 |
| Une sorcière pour Jerry (Designs on Jerry)                  | Hanna-Barbera Productions | Tom and Jerry                                                                              | Dessin animé          |                                                    |
| Destination Gobi                                            | Robert Wise               | Richard Widmark, Don Taylor                                                                | Film de guerre, drame |                                                    |
| La Fontaine de jouvence de Donald (Don's Fountain of Youth) | Jack Hannah               |                                                                                            | Dessin animé          |                                                    |
| Donovan's Brain                                             | Felix E. Feist            | Lew Ayres, Nancy Davis                                                                     | Film d'horreur        | L'actrice Nancy Davis deviendra Nancy Reagan       |
| Down Among the Sheltering Palms                             | Edmund Goulding           | Mitzi Gaynor, William Lundigan, David Wayne                                                | Film musical          |                                                    |
| La Femme rêvée                                              | Sidney Sheldon            | Cary Grant, Deborah Kerr, Walter Pidgeon                                                   | Comédie               |                                                    |
| Duck Dodgers                                                |                           | Looney Tunes                                                                               | Dessin animé          |                                                    |
| Duck! Rabbit, Duck!                                         |                           | Looney Tunes                                                                               | Dessin animé          |                                                    |
| East of Sumatra                                             | Budd Boetticher           | Jeff Chandler, Anthony Quinn, Marilyn Maxwell                                              | Aventure              |                                                    |
| Easy to Love                                                | Charles Walters           | Esther Williams, Van Johnson, Tony Martin                                                  | Film musical          |                                                    |
| The Eddie Cantor Story (en)                                 | Alfred E. Green           | Keefe Brasselle, Marilyn Erskine, Aline MacMahon                                           | Film biographique     |                                                    |
| Escape from Fort Bravo                                      | John Sturges              | William Holden, Eleanor Parker, John Forsythe                                              | Western               |                                                    |
| Fair Wind to Java                                           | Joseph Kane               | Fred MacMurray, Vera Ralston, Victor McLaglen                                              | Aventure              |                                                    |
| The Farmer Takes a Wife                                     | Henry Levin               | Betty Grable                                                                               | Comédie musicale      | Reprise de la pièce de 1934 et du film de 1935     |
| Fast Company                                                | John Sturges              | Howard Keel, Polly Bergen                                                                  | Comédie               |                                                    |
| Fear and Desire                                             | Stanley Kubrick           | Frank Silvera, Paul Mazursky                                                               | Drame                 |                                                    |
| From Here to Eternity                                       | Fred Zinnemann            | Montgomery Clift, Deborah Kerr, Burt Lancaster, Frank Sinatra, Donna Reed, Ernest Borgnine | Film de guerre, drame | D'après le roman de James Jones; Remporte 8 Oscars |
| Les hommes préfèrent les blondes                            | Howard Hawks              | Marilyn Monroe, Jane Russell                                                               | Film musical          | D'après la pièce de 1949 à Broadway                |
| The Girl Next Door                                          | Richard Sale              | Dan Dailey, June Haver                                                                     | Film musical          |                                                    |
| The Girl Who Had Everything                                 | Richard Thorpe            | Elizabeth Taylor, Fernando Lamas, William Powell                                           | Drame                 |                                                    |
| The Girls of Pleasure Island                                | F. Hugh Herbert           | Don Taylor, Elsa Lanchester                                                                | Comédie               |                                                    |
| Give a Girl a Break                                         | Stanley Donen             | Debbie Reynolds, Marge Champion, Gower Champion                                            | Comédie musicale      |                                                    |
| The Glass Wall                                              | Maxwell Shane             | Vittorio Gassman, Gloria Grahame                                                           | Drame                 |                                                    |
| Glen or Glenda                                              | Ed Wood                   | Dolores Fuller                                                                             | Drame                 |                                                    |
| The Golden Blade                                            | Nathan Juran              | Rock Hudson, Piper Laurie, Gene Evans                                                      | Aventure              |                                                    |
| L'aventure est à l'ouest                                    | Lloyd Bacon               | Jeff Chandler, Faith Domergue, Lyle Bettger                                                | Western               |                                                    |
| Gun Fury                                                    | Raoul Walsh               | Rock Hudson, Donna Reed, Philip Carey                                                      | Western               |                                                    |

## H-K
| Titre                                         | Réalisateur             | Distribution                                                                                        | Genre              | Notes                                                             |
| --------------------------------------------- | ----------------------- | --------------------------------------------------------------------------------------------------- | ------------------ | ----------------------------------------------------------------- |
| The Hitch-Hiker                               | Ida Lupino              | Edmond O'Brien, William Talman, Frank Lovejoy                                                       | Film noir          |                                                                   |
| Hondo                                         | John Farrow             | John Wayne, Geraldine Page, Ward Bond, James Arness                                                 | Western            |                                                                   |
| Houdini                                       | George Marshall         | Tony Curtis, Janet Leigh                                                                            | Film biographique  | Histoire de Harry Houdini                                         |
| House of Wax                                  | André de Toth           | Vincent Price, Carolyn Jones, Phyllis Kirk                                                          | Film d'horreur     |                                                                   |
| How to Marry a Millionaire                    | Jean Negulesco          | Lauren Bacall, Betty Grable, Marilyn Monroe, William Powell                                         | Comédie romantique |                                                                   |
| I Confess                                     | Alfred Hitchcock        | Montgomery Clift                                                                                    | Drame              |                                                                   |
| I Love Lucy                                   | Edward Sedgwick         | Lucille Ball, Desi Arnaz                                                                            | Comédie            | Adaptation au cinéma d'un spectacle TV                            |
| I, the Jury                                   | Harry Essex             | Biff Elliot                                                                                         | Drame              | D'après le roman de Mickey Spillane                               |
| La Piste fatale                               | Roy Ward Baker          | Robert Ryan, Rhonda Fleming                                                                         | Thriller           |                                                                   |
| Invaders from Mars                            | William Cameron Menzies | Helena Carter                                                                                       | Science-fiction    |                                                                   |
| Island in the Sky                             | William A. Wellman      | John Wayne, Lloyd Nolan, James Arness                                                               | Drame              |                                                                   |
| It Came from Outer Space                      | Jack Arnold             | Richard Carlson, Barbara Rush                                                                       | Science-fiction    |                                                                   |
| Jennifer                                      | Joel Newton             | Ida Lupino, Howard Duff                                                                             | Thriller           |                                                                   |
| Jeopardy                                      | John Sturges            | Barbara Stanwyck, Barry Sullivan, Ralph Meeker                                                      | Thriller           |                                                                   |
| Jerry danse la valse de Vienne (Johann Mouse) |                         | | Dessin animé       |                                                                   |
| Julius Caesar                                 | Joseph L. Mankiewicz    | Marlon Brando, James Mason, John Gielgud, Greer Garson, Deborah Kerr, Louis Calhern, Edmond O'Brien | Drame              | D'après la pièce de William Shakespeare; 5 fois nommés aux Oscars |
| Jungle Drums of Africa (en)                   | Fred C. Brannon         | Phyllis Coates                                                                                      | Aventure           | Serial en douze parties                                           |
| Kansas Pacific                                | Ray Nazarro             | Sterling Hayden                                                                                     | Western            |                                                                   |
| King of the Khyber Rifles                     | Henry King              | Tyrone Power, Terry Moore, Michael Rennie                                                           | Film historique    |                                                                   |
| Kiss Me, Kate                                 | George Sidney           | Kathryn Grayson, Howard Keel, Ann Miller                                                            | Film musical       | D'après le spectacle de 1948 à Broadway                           |
| Knights of the Round Table                    | Richard Thorpe          | Robert Taylor, Ava Gardner, Mel Ferrer                                                              | Aventure           |                                                                   |

## L-N
| Titre                                             | Réalisateur                 | Distribution                                                | Genre              | Notes                          |
| ------------------------------------------------- | --------------------------- | ----------------------------------------------------------- | ------------------ | ------------------------------ |
| Latin Lovers                                      | Mervyn LeRoy                | Lana Turner, Ricardo Montalbán, John Lund                   |                    |                                |
| Law and Order                                     | Nathan Juran                | Ronald Reagan, Dorothy Malone                               | Western            |                                |
| The Lawless Breed                                 | Raoul Walsh                 | Rock Hudson, Julie Adams, Hugh O'Brian                      | Western            |                                |
| Let's All Go to the Lobby                         |                             |                                                             | Dessin animé       |                                |
| Let's Do It Again                                 | Alexander Hall              | Jane Wyman, Ray Milland, Aldo Ray                           | Comédie musicale   |                                |
| Life with Tom                                     | Hanna-Barbera Productions   | Tom and Jerry                                               | Dessin animé       |                                |
| Lili                                              | Charles Walters             | Leslie Caron, Mel Ferrer, Jean-Pierre Aumont, Zsa Zsa Gábor | Film musical       | 5 fois nommés aux Oscars       |
| A Lion Is in the Streets                          | Raoul Walsh                 | James Cagney, Barbara Hale                                  | Drame              |                                |
| Little Boy Lost                                   | George Seaton               | Bing Crosby, Claude Dauphin                                 | Drame              |                                |
| Little Fugitive                                   | 3 réalisateurs              | Richie Andrusco                                             | Drame              |                                |
| The Living Desert                                 |                             |                                                             | Documentaire       | Oscar du meilleur documentaire |
| The Lost Planet                                   | Spencer Bennet              | Judd Holdren                                                | Science-fiction    |                                |
| Le Monstre magnétique (en) (The Magnetic Monster) | Curt Siodmak                | Richard Carlson, King Donovan                               | Science-fiction    |                                |
| Man in the Attic                                  | Hugo Fregonese              | Jack Palance                                                | Drame              |                                |
| Man in the Dark                                   | Lew Landers                 | Edmond O'Brien, Audrey Totter                               | Thriller           | Reprise du film de 1936        |
| Man on a Tightrope                                | Elia Kazan                  | Fredric March, Terry Moore, Gloria Grahame                  | Thriller           |                                |
| Martin Luther                                     | Irving Pichel               | Niall MacGinnis, Pierre Lefevre                             | Film biographique  |                                |
| Meet Me at the Fair                               | Douglas Sirk                | Dan Dailey, Diana Lynn, Hugh O'Brien                        | Drame              |                                |
| Même les assassins tremblent                      | Dick Powell                 | Stephen McNally, Alexis Smith, Jan Sterling                 | Thriller           |                                |
| Mesa of Lost Women (en)                           | Ron Ormond (en), Herb Tevis | Jackie Coogan, Richard Travis                               | Science-fiction    |                                |
| Miss Sadie Thompson                               | Curtis Bernhardt            | Rita Hayworth, José Ferrer, Aldo Ray                        | Film musical       |                                |
| The Missing Mouse                                 | Hanna-Barbera Productions   | Tom and Jerry                                               | Dessin animé       |                                |
| The Mississippi Gambler                           | Rudolph Maté                | Tyrone Power, Piper Laurie, Julie Adams                     | Aventure           |                                |
| Mogambo                                           | John Ford                   | Clark Gable, Ava Gardner, Grace Kelly                       | Aventure           |                                |
| Money from Home                                   | George Marshall             | Dean Martin, Jerry Lewis                                    | Comédie            | 10e film de Martin and Lewis   |
| The Moon Is Blue                                  | Otto Preminger              | William Holden, David Niven, Maggie McNamara                | Comédie romantique |                                |
| The Moonlighter                                   | Roy Rowland                 | Barbara Stanwyck, Fred MacMurray, Ward Bond                 | Western            |                                |
| Mouse for Sale                                    |                             |                                                             | Dessin animé       |                                |
| The Naked Spur                                    | Anthony Mann                | James Stewart, Janet Leigh, Robert Ryan                     | Western            |                                |
| The Neanderthal Man                               | Ewald André Dupont          | Robert Shayne, Beverly Garland                              | Science-fiction    |                                |
| Neapolitan Mouse                                  |                             |                                                             |                    |                                |
| Never Let Me Go                                   | Delmer Daves                | Clark Gable, Gene Tierney                                   | Aventure           |                                |
| Niagara                                           | Henry Hathaway              | Marilyn Monroe, Jean Peters, Joseph Cotten                  | Suspense           |                                |

## O-S
| Titre                       | Réalisateur        | Distribution                                                       | Genre                | Notes                            |
| --------------------------- | ------------------ | ------------------------------------------------------------------ | -------------------- | -------------------------------- |
| One Girl's Confession       | Hugo Haas          | Cleo Moore                                                         | Drame                |                                  |
| Pardon My Backfire          |                    | The Three Stooges                                                  | Comédie              |                                  |
| Peter Pan                   | Clyde Geronimi     | voix de Hans Conried, Bobby Driscoll, Kathryn Beaumont             | Dessin animé         | D'après le récit de J. M. Barrie |
| Pickup on South Street      | Samuel Fuller      | Richard Widmark, Jean Peters, Thelma Ritter                        | Thriller             |                                  |
| Plunder of the Sun          | John Farrow        | Glenn Ford, Diana Lynn, Francis L. Sullivan                        | Aventure             |                                  |
| Pony Express                | Jerry Hopper       | Charlton Heston, Rhonda Fleming, Forrest Tucker                    | Western              |                                  |
| The President's Lady        | Henry Levin        | Susan Hayward, Charlton Heston, John McIntire                      | Film biographique    | Histoire d'Andrew Jackson        |
| Project Moonbase            | Richard Talmadge   | Ross Ford                                                          | Science-fiction      |                                  |
| Pup on a Picnic             |                    |                                                                    | Dessin animé         |                                  |
| Puppy Tale                  |                    |                                                                    | Dessin animé         |                                  |
| The Redhead from Wyoming    | Lee Sholem         | Maureen O'Hara, Alex Nicol, Dennis Weaver                          | Western              |                                  |
| Return to Paradise          | Mark Robson        | Gary Cooper, Barry Jones, Roberta Haynes                           | Aventure             |                                  |
| Ride, Vaquero!              | John Farrow        | Robert Taylor, Ava Gardner, Howard Keel, Anthony Quinn             | Western              |                                  |
| Rob Roy, the Highland Rogue | Harold French      | Richard Todd                                                       | Aventure             |                                  |
| The Robe                    | Henry Koster       | Richard Burton, Jean Simmons, Victor Mature, Richard Boone         | Drame                | 5 fois nommés aux Oscars         |
| Robot Monster               | Phil Tucker        | George Nader, Selena Royle                                         | Science-fiction      |                                  |
| Roman Holiday               | William Wyler      | Audrey Hepburn, Gregory Peck                                       | Comédie romantique   | Oscar pour Hepburn               |
| Salome                      | William Dieterle   | Rita Hayworth, Stewart Granger, Judith Anderson, Charles Laughton  | Drame                |                                  |
| Scared Stiff                | George Marshall    | Dean Martin, Jerry Lewis, Carmen Miranda                           | Comédie              | 8e film de Martin and Lewis      |
| Sea Devils                  | Raoul Walsh        | Rock Hudson, Yvonne De Carlo, Maxwell Reed                         | Aventure             |                                  |
| The Seafarers               | Stanley Kubrick    |                                                                    |                      | Court-métrage de 30 minutes      |
| Second Chance               | Rudolph Maté       | Robert Mitchum, Jack Palance, Linda Darnell                        | Thriller             |                                  |
| Seminole                    | Budd Boetticher    | Rock Hudson, Anthony Quinn, Barbara Hale                           | Western              |                                  |
| Serpent of the Nile         | William Castle     | Rhonda Fleming, Raymond Burr, William Lundigan                     | Aventure             |                                  |
| Shane                       | George Stevens     | Alan Ladd, Van Heflin, Jean Arthur, Brandon de Wilde, Jack Palance | Western              |                                  |
| The Simple Things           |                    | Mickey Mouse                                                       | Dessin animé         |                                  |
| Small Town Girl             | László Kardos      | Jane Powell, Farley Granger, Ann Miller                            | Film musical         |                                  |
| So Big!                     | Robert Wise        | Jane Wyman, Sterling Hayden, Steve Forrest, Nancy Olson            | Drame                |                                  |
| So This Is Love             | Gordon Douglas     | Kathryn Grayson, Merv Griffin, Walter Abel                         | Film musical         |                                  |
| South Sea Woman             | Arthur Lubin       | Burt Lancaster, Virginia Mayo, Chuck Connors                       | Aventure             |                                  |
| Southern Fried Rabbit       |                    |                                                                    | Dessin animé         |                                  |
| Spaceways                   | Terence Fisher     | Howard Duff, Eva Bartok                                            | Science-fiction      |                                  |
| Spooks!                     |                    | The Three Stooges                                                  | Comédie              |                                  |
| Stalag 17                   | Billy Wilder       | William Holden, Don Taylor, Otto Preminger                         | Prisonnier de guerre |                                  |
| The Steel Lady              | Ewald André Dupont | Rod Cameron, Tab Hunter, John Dehner                               | Drame                |                                  |
| The Story of Three Loves    | Vincente Minnelli  | Pier Angeli, Kirk Douglas, Leslie Caron, Ethel Barrymore           | Film d'amour         |                                  |
| The Sun Shines Bright       | John Ford          | Charles Winninger, Arleen Whelan, Stepin Fetchit                   | Comédie              |                                  |
| The Sword and the Rose      | Ken Annakin        | Glynis Johns, Richard Todd, James Robertson Justice                | Aventure             |                                  |

## T-Z
| Titre                         | Réalisateur      | Distribution                                   | Genre             | Notes                                           |
| ----------------------------- | ---------------- | ---------------------------------------------- | ----------------- | ----------------------------------------------- |
| Take Me to Town               | Douglas Sirk     | Sterling Hayden, Ann Sheridan                  | Comédie, western  |                                                 |
| Take the High Ground!         | Richard Brooks   | Richard Widmark, Karl Malden, Russ Tamblyn     | Film de guerre    |                                                 |
| The Tell-Tale Heart           | Ted Parmelee     |                                                | Images animées    | D'après le récit d'Allan Poe                    |
| Terminal Station              | Vittorio De Sica | Jennifer Jones, Montgomery Clift               | Drame             |                                                 |
| Thunder Bay                   | Anthony Mann     | James Stewart, Dan Duryea, Joanne Dru          | Drame             |                                                 |
| Thunder Over the Plains       | André de Toth    | Randolph Scott, Lex Barker, Phyllis Kirk       | Western           |                                                 |
| Titanic                       | Jean Negulesco   | Barbara Stanwyck, Clifton Webb, Robert Wagner  | Film biographique |                                                 |
| Toot, Whistle, Plunk and Boom |                  |                                                | Dessin animé      | Film éducatif de Disney                         |
| Torch Song                    | Charles Walters  | Joan Crawford, Michael Wilding, Gig Young      | Drame             |                                                 |
| Treasure of the Golden Condor | Delmer Daves     | Cornel Wilde, Constance Smith, Finlay Currie   | Aventure          |                                                 |
| Trouble Along the Way         | Michael Curtiz   | John Wayne, Donna Reed                         | Comédie           |                                                 |
| The Twonky                    | Arch Oboler      | Hans Conried, Gloria Blondell                  | Comédie           |                                                 |
| The Veils of Bagdad           | George Sherman   | Victor Mature, Mari Blanchard                  | Drame, action     |                                                 |
| Vicki                         | Harry Horner     | Jeanne Crain, Jean Peters, Richard Boone       | Drame             | Reprise du Qui a tué Vicky Lynn ? de 1941       |
| War Arrow                     | George Sherman   | Jeff Chandler, Maureen O'Hara, John McIntire   | Western           |                                                 |
| The War of the Worlds         | Byron Haskin     | Gene Barry, Ann Robinson                       | Science-fiction   | D'après le roman de H. G. Wells                 |
| White Lightning               | Edward Bernds    | Stanley Clements, Barbara Bestar, Steve Brodie | Drame sportif     |                                                 |
| White Witch Doctor            | Henry Hathaway   | Robert Mitchum, Susan Hayward                  | Aventure          |                                                 |
| The Wild One                  | Laszlo Benedek   | Marlon Brando, Lee Marvin                      | Drame             |                                                 |
| Working for Peanuts           | Jack Hannah      |                                                | Dessin animé      | Dessin animé avec les personnages Chip and Dale |
| Young Bess                    | George Sidney    | Jean Simmons, Deborah Kerr, Charles Laughton   | Film biographique | Histoire d'Elizabeth I                          |

## Source de la traduction
- (en) Cet article est partiellement ou en totalité issu de l’article de Wikipédia en anglais intitulé « List of American films of 1953 » (voir la liste des auteurs).